# Až po vás
Až po vás (v originále Après vous...) je francouzský hraný film z roku 2003, který režíroval Pierre Salvadori. Snímek měl světovou premiéru na filmovém festivalu v Saint-Jean-de-Luz dne 18. října 2003.

## Děj
Antoine Letoux je vrchní číšník ve velké pařížské restauraci. Jednoho večera zachrání před sebevraždou cizince Louise. Přijme ho k sobě a rozhodne se mu pomoci získat zpět Blanche Grimaldi, ženu jeho života.

## Obsazení
| Daniel Auteuil        | Antoine Letoux   |
| José Garcia           | Louis            |
| Sandrine Kiberlainová | Blanche Grimaldi |
| Marilyne Canto        | Christine        |
| Michèle Moretti       | Martine          |
| Garance Clavel        | Karine           |
| Fabio Zenoni          | André            |
| Jocelyne Desverchère  | Sandrine         |
| Blandine Pélissier    | ošetřovatelka    |
| Andrée Tainsy         | Louisova babička |

## Ocenění
- César: nominace v kategorii nejlepší herec (Daniel Auteuil)